# David Navarro Pedrós
David Navarro Pedrós (Port de Sagunt, Camp de Morvedre, 25 de maig de 1980) és un exfutbolista professional valencià, que jugà de defensa central i el seu últim equip fou l'AD Alcorcón.

## Biografia
David Navarro és un defensa format en les categories inferiors del València CF que destaca per la contundència a l'hora de tallar el joc del rival. El seu debut en el primer equip es va produir en la temporada 2001-2002 en la qual va disputar dos partits. La temporada següent va seguir simultanejant el primer equip amb el filial, València B disputant tres partits en la màxima categoria.
La seva incorporació de ple dret a la primera plantilla es va produir en la temporada 2003-2004 encara que mai ha estat una peça fonamental per a cap dels seus entrenadors.
En el partit de tornada front el Inter de Milà corresponent als vuitens de final de la Lliga de Campions 2007-2008, va copejar Nicolás Burdisso, jugador de l'equip italià, en una baralla que es va produir en finalitzar el partit, fracturant-li el septe nasal al jugador argentí, fet pel qual va ser suspès durant 7 mesos per la UEFA, encara que posteriorment, aquest mateix organisme decidiria reduir-li el càstig a 6 mesos. Per la seua banda, el València CF li imposa una multa al jugador de 6.000 euros.
La temporada 2006-2007 fou cedit al RCD Mallorca, club al qual se'l tornà a cedir la temporada següent, aquesta vegada amb opció de compra.
En 2011 va ser fitxat per l'equip suís Neuchâtel Xamax, que va entrar en fallida econòmica a finals d'aquell mateix any, quedant Navarro sense contracte. El 12 de febrer de 2012 fitxa pel Llevant Unió Esportiva.

## Palmarès

### Títols estatals
- 2 Lligues espanyoles - València CF - 2001-02 i 2003-04

### Títols internacionals
- 1 Copa de la UEFA - València CF - 2004
- 1 Supercopa d'Europa - València CF - 2004